# Svarttjärnen (Östmarks socken, Värmland, 670344-132835)
Svarttjärnen är en sjö i Torsby kommun i Värmland och ingår i Göta älvs huvudavrinningsområde.